# 卢西亚诺·比森廷
卢西亚诺·比森廷（西班牙語：Luciano Vicentín，2000年4月4日—）是一位阿根廷职业排球运动员，担任土耳其农业银行体育俱乐部和阿根廷国家队的主攻。
比森廷被征召入国家队参加2022年世錦賽，获得第八名。2023年南美洲排球锦标赛上，比森廷随国家队夺得冠军，并获评最有价值球员（MVP）。